# آنتونیو پیگافتا
آنتونیو پیگافتا (به ایتالیایی: Antonio Pigafetta) نویسنده ایتالیایی کتاب سفرنامه ماژلان که به عنوان منشی مخصوص این جهانگرد معروف اولین سفر دور دنیا را همراهی کرد.
آنتونیو پیگافتا جزو ۱۸ نفری است که برای اولین بار به دور دنیا گشته‌اند.

## آثار
- سفرنامه ماژلان ترجمه ذبیح‌الله منصوری